# Felipe Jaramillo
Felipe Jaramillo Velásquez (Santa Rosa de Osos, 18 de abril de 1996) es un futbolista colombiano. Juega como volante de marca y actualmente milita en el Deportivo Pasto de la Primera División de Colombia.
Su padre Jesús Jaramillo también fue futbolista en la década de los 80, jugaba en la posición de arquero y militó para Atlético Nacional y Millonarios.

## Trayectoria

### Atlético Nacional
Llegó a las divisiones menores del Atlético Nacional en el año 2010, de la mano de Norberto Peluffo, y allí estuvo hasta 2015. Se fue del cuadro Verdolaga sin siquiera haber debutado en el fútbol profesional colombiano con dicho club.

### Paso fugáz por el fútbol argentino
Durante un año probo suerte en Argentina. Los primeros meses del año estuvo realizando pruebas en Gimnasia y Esgrima (LP) donde a pesar de haber gustado, al final por diversos temas no pudo fichar con dicho club. Los siguientes meses jugó para el Defensores de Cambaceres entre la reserva y la profesional.

### Regreso al fútbol colombiano y debut en Leones
El volante debuta en el club antioqueño en el año 2017, club en el cual término su proceso formativo en las divisiones inferiores. Jaramillo jugó 77 partidos con el equipo, llegando incluso a portar la cinta de capitán en algunos partidos, lo cual le valió para despertar el interés de varios clubes tradicionales de la liga local.

### Millonarios
El 26 de noviembre del 2018 se confirma como nuevo jugador de Millonarios FC para la temporada 2019 solicitado por Jorge Luis Pinto. Debuta el 27 de enero en la victoria como visitantes 1-0 contra Envigado FC. Marca su primer gol como embajador el 28 de abril ante Junior de Barranquilla tras un potente remate de media distancia que bate con facilidad al arquero Sebastián Viera, al final quedándose con la victoria 2 por 0.

### Envigado Fútbol Club
El 15 de diciembre del 2022 se confirma como nuevo jugador del Envigado Fútbol Club.

## Estadísticas
| Club                       | Div.                | Temporada           | Liga  | Liga  | Copa Nacional | Copa Nacional | Copa Internacional | Copa Internacional | Total | Total |
| Club                       | Div.                | Temporada           | Part. | Goles | Part.         | Goles         | Part.              | Goles              | Part. | Goles |
| -------------------------- | ------------------- | ------------------- | ----- | ----- | ------------- | ------------- | ------------------ | ------------------ | ----- | ----- |
| Leones · Colombia          | 2.ª                 | 2017                | 31    | 1     | 6             | 1             | -                  | -                  | 37    | 2     |
| Leones · Colombia          | 1.ª                 | 2018                | 36    | 0     | 4             | 1             | -                  | -                  | 40    | 1     |
| Leones · Colombia          | Total               | Total               | 67    | 1     | 10            | 2             | 0                  | 0                  | 77    | 3     |
| Millonarios · Colombia     | 1.ª                 | 2019                | 35    | 1     | 2             | 0             | -                  | -                  | 37    | 1     |
| Millonarios · Colombia     | Total               | Total               | 35    | 1     | 2             | 0             | 0                  | 0                  | 37    | 1     |
| América de Cali · Colombia | 1.ª                 | 2020                | 17    | 0     | 1             | 0             | 5                  | 0                  | 23    | 0     |
| América de Cali · Colombia | Total               | Total               | 17    | 0     | 1             | 0             | 5                  | 0                  | 23    | 0     |
| Deportes La Serena · Chile | 1.ª                 | 2021                | 0     | 0     | 0             | 0             | 0                  | 0                  | 0     | 0     |
| Deportes La Serena · Chile | Total               | Total               | 0     | 0     | 0             | 0             | 0                  | 0                  | 0     | 0     |
| Total en su carrera        | Total en su carrera | Total en su carrera | 119   | 2     | 13            | 2             | 5                  | 0                  | 137   | 4     |

## Palmarés

### Títulos nacionales
| Título              | Club            | País     | Año  |
| ------------------- | --------------- | -------- | ---- |
| Categoría Primera A | América de Cali | Colombia | 2020 |